# Aechmea caudata
Espèce
Classification phylogénétique
Synonymes
- Aechmea caudata f. albiflora  W.Weber & Roeth
- Aechmea caudata var. caudata
- Aechmea caudata var. variegata M.B.Foster
- Aechmea henningsiana Wittm.
- Aechmea platzmannii Wittm.
- Hoplophytum luteum E.Morren ex Baker [Invalid]
- Hoplophytum platzmannii E.Morren [Invalid]
- Ortgiesia caudata (Lindm.) L.B.Sm. & W.J.Kress
- Ortgiesia caudata f. albiflora (W.Weber & Roeth) L.B.Sm. & W.J.Kress

Aechmea caudata est une espèce de plante de la famille des Bromeliaceae, endémique du Brésil.

## Synonymes
- Aechmea caudata f. albiflora  W.Weber & Roeth
- Aechmea caudata var. caudata
- Aechmea caudata var. variegata M.B.Foster
- Aechmea henningsiana Wittm.
- Aechmea platzmannii Wittm.
- Hoplophytum luteum E.Morren ex Baker [Invalid]
- Hoplophytum platzmannii E.Morren [Invalid]
- Ortgiesia caudata (Lindm.) L.B.Sm. & W.J.Kress
- Ortgiesia caudata f. albiflora (W.Weber & Roeth) L.B.Sm. & W.J.Kress